# بريذ
«بريذ» (بالإنجليزية: Breathe)‏ أو «تنفس» هي أغنية للفنانة الأسترالية كايلي مينوغ، وظهرت في الأصل على ألبومها السادس إمبوسيبل برينسس (1997). أطلقت الأغنية في 16 مارس 1998، لتكون ثالث أغنية تصدر من الألبوم، وهي آخر أغنية تصدرها على شركة ديكونستراكشن. شاركت مينوغ في تأليف وإنتاج مع ديف بول وإنغو فوك. الأغنية هي من صنف إلكترونيكا وتدعمها أصوات المخلقات ولوحات المفاتيح. تدور الكلمات حول التأمل والهدوء. تلقت الأغنية مراجعات إيجابية في معظمها من نقاد الموسيقى، وأثنوا على الإلقاء في الغناء والكلمات. إلا أن لم بعض النقاد لم ينبهروا بهذا التأليف.
أصدرت الأغنية في أستراليا ونيوزيلندا والمملكة المتحدة، وبلغت المركز 23 في أستراليا والمركز 14 على في المملكة المتحدة. وكانت هذه آخر أغنية تصل قائمة الأغاني في المملكة المتحدة حتى إصدار أغنيتها «سبينينغ أراوند» عام 2000. روجت مينوغ للأغنية بتأديتها على برنامج توبس أوف ذا بوبس وعلى جولة إنتينيمت أند لايف. قام كيران إيفانز بإخراج فيديو كليب الأغنية، والذي يظهر مينوغ وهي تعوم في أجواء مفتوحة مع مؤثرات حلزونية التي تم صنعها عن طريق الكمبيوتر. ولقي الفيديو استقبالا إيجابيا على الإنتاج والمؤثرات البصرية.